# Åkerby, Vendels socken
Åkerby är en by i Vendels socken, Tierps kommun.
Byn omtalades första gången 1451, då Agneta Eriksdotter (Krummedige) sålde en gård i Åkerby. År 1457 angavs tre gårdar i Åkerby tillhöra Karl Knutsson (Bonde). Byn såldes 1538 till Gustav Vasa för att ingå i Örbyhus slotts gods.